# 2012년 롯데 자이언츠 시즌
2012년 롯데 자이언츠 시즌은 롯데 자이언츠가 KBO 리그에 참가한 31번째 시즌으로, 양승호 감독이 팀을 이끈 마지막 시즌이다. 팀은 8팀 중 정규시즌 4위에 오르며 5년 연속으로 포스트시즌에 진출했다. 이후 준플레이오프에서 두산 베어스를 3승 1패로 꺾었으나, 플레이오프에서 SK 와이번스에게 2승 3패로 짐으로써 최종 4위가 되었는데  9월 7승 1무 14패 승률 0.333이란 최악의 성적표를 거둔 충격이 컸다. 게다가 시즌 후 열린 아시아 시리즈에서도 6팀 중 4위에 그쳤다.
한편, 이대호의 일본 진출에 맞춰 좌타자 박종윤이 주전 1루수를 맡았는데 시즌 초반 이대호의 빈 자리를 완벽하게 메우면서 팀의 상승세를 메꿨으나 9월 20일 넥센전에서 김병현이 던진 공을 쳐내 파울 타구에 바운드된 공이 본인(박종윤)의 알굴 정면을 때려 왼쪽 광대뼈가 함몰되는 바람에 시즌 막판 잠시 이탈했고 한양대 병원에서 수술을 받아 입원한 후 1군에 복귀했으며 이 때문에  박종윤은 해당 년도(2012년)  9홈런으로 두자릿수 홈런에 못 미쳤다.

## 코치
- 권두조, 박정태, 박계원, 가득염, 조원우, 최기문, 주형광, 가쓰자키 고세이

## 타이틀
- KBO 골든글러브: 강민호 (포수), 손아섭 (외야수)
- 일구상 프로지도자상: 양승호
- 조아제약 프로야구대상 조아바이톤상: 손아섭
- 스포츠토토 4월 MVP: 홍성흔
- 스포츠토토 올해의 코치상: 주형광
- 포브스 구단가치 평가 1위: 롯데 자이언츠
- 3월 한국갤럽 선정 가장 좋아하는 야구 구단: 롯데 자이언츠
- 6월 한국갤럽 선정 가장 좋아하는 야구 구단: 롯데 자이언츠
- 3월 한국갤럽 선정 가장 좋아하는 한국인 야구선수 10위: 홍성흔
- 6월 한국갤럽 선정 가장 좋아하는 한국인 야구선수 3위: 강민호
- 6월 한국갤럽 선정 가장 좋아하는 한국인 야구선수 10위: 홍성흔
- 준플레이오프 MVP: 정대현
- 마이데일리 선정 역대 FA 몸값 총액별 포지션 베스트: 정대현 (불펜투수)
- 한일 프로야구 레전드매치 올스타: 박정태 (내야수)
- 레전드 올스타 선정 포지션별 현역 최고 선수: 조성환 (2루수)
- 미스터올스타: 황재균
- 올스타 선발: 유먼 (투수), 강민호 (포수), 박종윤 (1루수), 조성환 (2루수), 문규현 (유격수), 황재균 (3루수), 손아섭 (외야수), 전준우 (외야수), 김주찬 (외야수), 홍성흔 (지명타자)
- 올스타 인기상: 강민호
- 올스타전 탈삼진상: 유먼
- 올스타전 승리팀상: 이스턴리그
- 스포츠조선 선정 올스타 베스트10: 강민호 (포수), 박종윤 (1루수), 김주찬 (외야수), 손아섭 (외야수)
- 컴투스프로야구 선정 돌풍의 주역들: 손아섭, 강민호, 황재균, 홍성흔, 유먼, 송승준
- 출장(타자): 황재균 (133)
- 타수: 손아섭 (503)
- 안타: 손아섭 (158)
- 출장(투수): 이명우 (74)
- 구원등판: 이명우 (74)
- 구원승: 최대성 (8)
- 병살 유도: 송승준 (19)

### 퓨처스리그
- 퓨처스 올스타: 강승현, 정태승, 윤수강, 백왕중
- 도루: 백왕중 (35)

## 선수단
- 선발투수: 유먼, 송승준, 이용훈, 사도스키, 고원준, 이상화
- 구원투수: 정대현, 이명우, 진명호, 김성배, 최대성, 이승호, 강영식, 허준혁, 이정민, 김성호, 이경우
- 마무리투수: 김사율, 김수완, 박건우, 김일엽, 이재곤
- 포수: 강민호, 용덕한, 김사훈, 윤수강, 변용선
- 1루수: 박종윤, 김상호
- 2루수: 조성환, 박준서, 손용석, 권영준, 정훈
- 유격수: 양종민, 황진수, 문규현, 신본기
- 3루수: 황재균
- 좌익수: 김주찬, 김문호, 황동채
- 중견수: 전준우, 이우민
- 우익수: 손아섭
- 지명타자: 홍성흔, 이인구, 정보명, 김대우

## 여담
- 홈구장인 사직 야구장의 파울 존 부분 워닝트랙을 일부 인조잔디로 교체했으며, 좌석 수가 기존 28500석에서 28000석으로 줄어들었다.
- 2007 신인드래프트로 입단한 황진수가 1군 데뷔전을 가지게 됨에 따라, 황진수는 KBO 리그에서 1군 출전 경험이 있는 국내 선수 중 가나다순으로 가장 뒤에 위치하게 되었다.
- 이 시즌은 KBO 리그 사상 16번째로 규정 타석을 채운 야수 전원이 WAR 양수를 기록한 시즌이다. 그 중 가장 WAR이 낮았던 박종윤은 WAR 0.08을 기록했다.
- 홍성흔은 KBO 포스트시즌 사상 처음으로 통산 300타수를 달성했다.

## 같이 보기
- 2013년 롯데 자이언츠 시즌